# Engineering Dobersek GmbH
Engineering Dobersek GmbH je nemško podjetje za načrtovanje, gradnjo in naročilo tovarn na ključ in tovarniških delov na področju rudarstva in metalurgije, ravnanja z vodo, energijske in okoljske tehnike ter kemijske tehnike.

## Zgodovina
Srednje veliko družba v družinski lasti sta  leta 1983 ustanovila zakonca Albin in Tatjana Doberšek. Družba, ki se je leta 1989 spremenila v nemški GmbH, ima že od vsega začetka sedež v Mönchengladbachu, od koder se širi predvsem v Vzhodno Evropo, Srednjo Azijo ter na območje Balkana. Preko devetih podružnic tako najbolj aktivno deluje v BIH, Bolgariji, Kazahstanu , Kosovu, Makedoniji, Rusiji, Srbiji, Ukrajini in Uzbekistanu.
Poleg naštetih drzav je prisotno tudi v Sloveniji. Družba je bila ena od vodilnih izvajalcev v projektih menjave filtrov in cevovodov za razžvepljevanje izpustnih plinov v termoelektrarnah Trbovlje in Šoštanj, pri slednji so vzpostavili tudi nov sistem za odvajanje pepela ter ostalih odpadnih snovi. 